# Cinquième circonscription des Pyrénées-Atlantiques
La cinquième circonscription des Pyrénées-Atlantiques est l'une des 6 circonscriptions législatives françaises que compte le département des Pyrénées-Atlantiques (64) situé en région Nouvelle-Aquitaine.

## Description géographique et démographique
La cinquième circonscription des Pyrénées-Atlantiques est délimitée par le découpage électoral de la loi n°86-1197 du 24 novembre 1986, elle regroupe les divisions administratives suivantes : 
- canton d'Anglet-Nord ;
- canton d'Anglet-Sud ;
- canton de Bayonne-Nord ;
- canton de Bayonne-Est ;
- canton de Bayonne-Ouest ;
- canton de Bidache ;
- canton de La Bastide-Clairence ;
- canton de Saint-Pierre-d'Irube.

L'actuelle députée est Colette Capdevielle depuis les élections législatives de 2024.
Cette circonscription a été créée en 1986.
D'après le recensement général de la population en 1999, réalisé par l'Institut national de la statistique et des études économiques (INSEE), la population totale de cette circonscription est estimée à 105 579 habitants,.

## Historique des députations
| Législature | Début de mandat   | Fin de mandat     | Député              | Parti politique | Observations |
| ----------- | ----------------- | ----------------- | ------------------- | --------------- | --- |
| IXe         | 23 juin 1988      | 1er avril 1993    | Alain Lamassoure,   | UDF,            | |
| Xe          | 2 avril 1993      | 1er mai 1993      | Alain Lamassoure,   | UDF,            | Remplacé le 1er mai 1993 par Jean Grenet (RPR) à la suite de sa nomination au gouvernement. À la suite de la démission de ce dernier, une élection partielle est organisée le 17 septembre 1995 ; Alain Lamassoure est réélu. De nouveau nommé au gouvernement, il est à nouveau remplacé à partir du 7 novembre 1995 par Jean Grenet. Mandat écourté à la suite d'une dissolution parlementaire décidée par Jacques Chirac. |
| Xe          | 1er mai 1993      | 17 septembre 1995 | Jean Grenet,        | RPR,            | Remplacé le 1er mai 1993 par Jean Grenet (RPR) à la suite de sa nomination au gouvernement. À la suite de la démission de ce dernier, une élection partielle est organisée le 17 septembre 1995 ; Alain Lamassoure est réélu. De nouveau nommé au gouvernement, il est à nouveau remplacé à partir du 7 novembre 1995 par Jean Grenet. Mandat écourté à la suite d'une dissolution parlementaire décidée par Jacques Chirac. |
| Xe          | 17 septembre 1995 | 7 novembre 1995   | Alain Lamassoure,   | UDF,            | Remplacé le 1er mai 1993 par Jean Grenet (RPR) à la suite de sa nomination au gouvernement. À la suite de la démission de ce dernier, une élection partielle est organisée le 17 septembre 1995 ; Alain Lamassoure est réélu. De nouveau nommé au gouvernement, il est à nouveau remplacé à partir du 7 novembre 1995 par Jean Grenet. Mandat écourté à la suite d'une dissolution parlementaire décidée par Jacques Chirac. |
| Xe          | 7 novembre 1995   | 21 avril 1997     | Jean Grenet,        | RPR,            | Remplacé le 1er mai 1993 par Jean Grenet (RPR) à la suite de sa nomination au gouvernement. À la suite de la démission de ce dernier, une élection partielle est organisée le 17 septembre 1995 ; Alain Lamassoure est réélu. De nouveau nommé au gouvernement, il est à nouveau remplacé à partir du 7 novembre 1995 par Jean Grenet. Mandat écourté à la suite d'une dissolution parlementaire décidée par Jacques Chirac. |
| XIe         | 12 juin 1997      | 1er mai 1998      | Nicole Péry,        | PS,             | Remplacée le 1er mai 1998 par Jean Espilondo (PS) à la suite de sa nomination au gouvernement. |
| XIe         | 1er mai 1998      | 18 juin 2002      | Jean Espilondo,     | PS,             | Remplacée le 1er mai 1998 par Jean Espilondo (PS) à la suite de sa nomination au gouvernement. |
| XIIe        | 19 juin 2002      | 19 juin 2007      | Jean Grenet,        | UMP,            | |
| XIIIe       | 20 juin 2007      | 19 juin 2012      | Jean Grenet,        | UMP,            | |
| XIVe        | 20 juin 2012      | 20 juin 2017      | Colette Capdevielle | PS              | |
| XVe         | 21 juin 2017      | 21 juin 2022      | Florence Lasserre   | Modem           | |
| XVIe        | 22 juin 2022      | 9 juin 2024       | Florence Lasserre   | Modem           | Mandat écourté à la suite d'une dissolution parlementaire décidée par Emmanuel Macron. |
| XVIIe       | 8 juillet 2024    | En cours          | Colette Capdevielle | PS              | |

## Historique des élections
Voici la liste des résultats des élections législatives dans la circonscription depuis le découpage électoral de 1986 : 

### Élections de 1988
| Candidat       | Candidat                       | Parti             | Premier tour | Premier tour | Second tour | Second tour |  |
| Candidat       | Candidat                       | Parti             | Voix         | %            | Voix        | %           |  |
| -------------- | ------------------------------ | ----------------- | ------------ | ------------ | ----------- | ----------- |  |
|                | Alain Lamassoure sortant réélu | UDF (PR) (URC)    | 17 905       | 41           | 24 988      | 50,95       |  |
|                | Jean-Pierre Destrade sortant   | PS                | 17 792       | 40,74        | 24 053      | 49,05       |  |
|                | Gilbert Desez                  | PCF               | 3 218        | 7,37         |             |             |  |
|                | François de Marignan           | FN                | 2 693        | 6,17         |             |             |  |
|                | Pierre Charriton               | Régionaliste (AB) | 1 583        | 3,62         |             |             |  |
|                | Étienne Etchegarray            | Divers droite     | 483          | 1,11         |             |             |  |
|                |                                |                   |              |              |             |             |  |
| Inscrits       | Inscrits                       | Inscrits          | 68 489       | 100,00       | 68 406      | 100,00      |  |
| Abstentions    | Abstentions                    | Abstentions       | 22 684       | 33,12        | 18 346      | 26,82       |  |
| Votants        | Votants                        | Votants           | 45 805       | 66,88        | 50 060      | 73,18       |  |
| Blancs et nuls | Blancs et nuls                 | Blancs et nuls    | 2 131        | 4,65         | 1 019       | 2,04        |  |
| Exprimés       | Exprimés                       | Exprimés          | 43 674       | 95,35        | 49 041      | 97,96       |  |

Le suppléant d'Alain Lamassoure était Jean Grenet, RPR, chirurgien, de Bayonne.

### Élections de 1993
| Candidat       | Candidat                       | Parti             | Premier tour | Premier tour | Second tour | Second tour |  |
| Candidat       | Candidat                       | Parti             | Voix         | %            | Voix        | %           |  |
| -------------- | ------------------------------ | ----------------- | ------------ | ------------ | ----------- | ----------- |  |
|                | Alain Lamassoure sortant réélu | UDF (PR)          | 21 528       | 47,02        | 26 452      | 59,63       |  |
|                | Nicole Péry                    | PS (ADFP)         | 9 757        | 21,31        | 17 908      | 40,37       |  |
|                | Henri Rupert                   | FN                | 3 732        | 8,15         |             |             |  |
|                | Joseph Lissar                  | Les Verts (EÉ)    | 3 324        | 7,26         |             |             |  |
|                | Gilbert Desez                  | PCF               | 3 232        | 7,06         |             |             |  |
|                | Michel Berger                  | Régionaliste (AB) | 1 356        | 2,96         |             |             |  |
|                | Marie-Antoinette Chenu         | LT-LNÉ            | 1 200        | 2,62         |             |             |  |
|                | Daniel Martet                  | LO                | 908          | 1,98         |             |             |  |
|                | Dominique Peillen              | Régionaliste      | 607          | 1,33         |             |             |  |
|                | George Beall                   | PLN               | 143          | 0,31         |             |             |  |
|                |                                |                   |              |              |             |             |  |
| Inscrits       | Inscrits                       | Inscrits          | 70 478       | 100,00       | 70 456      | 100,00      |  |
| Abstentions    | Abstentions                    | Abstentions       | 22 297       | 31,64        | 23 012      | 32,66       |  |
| Votants        | Votants                        | Votants           | 48 181       | 68,36        | 47 444      | 67,34       |  |
| Blancs et nuls | Blancs et nuls                 | Blancs et nuls    | 2 394        | 4,97         | 3 084       | 6,5         |  |
| Exprimés       | Exprimés                       | Exprimés          | 45 787       | 95,03        | 44 360      | 93,5        |  |

Le suppléant d'Alain Lamassoure était Jean Grenet, RPR. Jean Grenet remplaça Alain Lamassoure, nommé membre du gouvernement, du 2 mai 1993 au 13 juillet 1995.

### Élection partielle de septembre 1995
| Candidat       | Candidat                       | Parti          | Premier tour | Premier tour | Second tour | Second tour |  |
| Candidat       | Candidat                       | Parti          | Voix         | %            | Voix        | %           |  |
| -------------- | ------------------------------ | -------------- | ------------ | ------------ | ----------- | ----------- |  |
|                | Alain Lamassoure sortant réélu | UDF (PR)       | 11 066       | 48,03        | 14 182      | 58,81       |  |
|                | Jean-Pierre Vergnolle          | PS             | 5 098        | 22,12        | 9 894       | 41,09       |  |
|                | Maurice Garcia                 | PCF            | 2 064        | 8,95         |             |             |  |
|                | Henri Rupert                   | FN             | 1 583        | 6,87         |             |             |  |
|                | François Trunet                | MPF            | 1 034        | 4,48         |             |             |  |
|                | Dominique Peillen              | Régionaliste   | 839          | 3,64         |             |             |  |
|                | Pascal Lafont                  | MDC            | 791          | 3,43         |             |             |  |
|                | Daniel Martet                  | LO             | 563          | 2,44         |             |             |  |
|                |                                |                |              |              |             |             |  |
| Inscrits       | Inscrits                       | Inscrits       | 71 932       | 100,00       | 71 916      | 100,00      |  |
| Abstentions    | Abstentions                    | Abstentions    | 48 166       | 66,96        | 46 609      | 64,81       |  |
| Votants        | Votants                        | Votants        | 23 766       | 33,04        | 25 307      | 35,19       |  |
| Blancs et nuls | Blancs et nuls                 | Blancs et nuls | 728          | 3,06         | 1 231       | 4,86        |  |
| Exprimés       | Exprimés                       | Exprimés       | 23 038       | 96,94        | 24 076      | 95,14       |  |

### Élections de 1997
| Candidat       | Candidat                 | Parti          | Premier tour | Premier tour | Second tour | Second tour |  |
| Candidat       | Candidat                 | Parti          | Voix         | %            | Voix        | %           |  |
| -------------- | ------------------------ | -------------- | ------------ | ------------ | ----------- | ----------- |  |
|                | Alain Lamassoure sortant | UDF (PR)       | 16 654       | 37,15        | 23 880      | 49,27       |  |
|                | Nicole Péry élue         | PS             | 12 941       | 28,87        | 24 583      | 50,73       |  |
|                | Henri Rupert             | FN             | 4 034        | 9            |             |             |  |
|                | Maurice Garcia           | PCF            | 3 698        | 8,25         |             |             |  |
|                | Joseph Lissar            | Les Verts      | 2 225        | 4,96         |             |             |  |
|                | Jacques Cherquefosse     | Divers         | 1 189        | 2,65         |             |             |  |
|                | Serge Linval             | LDI (MPF)      | 1 023        | 2,28         |             |             |  |
|                | Jean Pagola              | Divers         | 877          | 1,96         |             |             |  |
|                | Jean-Claude Paul-Dejean  | MDC            | 738          | 1,65         |             |             |  |
|                | Alain Da Silva           | SÉGA           | 502          | 1,12         |             |             |  |
|                | Claude Rousset           | Extrême gauche | 474          | 1,06         |             |             |  |
|                | Luc Lestrade             | PT             | 471          | 1,05         |             |             |  |
|                |                          |                |              |              |             |             |  |
| Inscrits       | Inscrits                 | Inscrits       | 72 075       | 100,00       | 72 062      | 100,00      |  |
| Abstentions    | Abstentions              | Abstentions    | 24 786       | 34,39        | 20 891      | 28,99       |  |
| Votants        | Votants                  | Votants        | 47 289       | 65,61        | 51 171      | 71,01       |  |
| Blancs et nuls | Blancs et nuls           | Blancs et nuls | 2 463        | 5,21         | 2 708       | 5,29        |  |
| Exprimés       | Exprimés                 | Exprimés       | 44 826       | 94,79        | 48 463      | 94,71       |  |

Le suppléant de Nicole Péry était Jean Espilondo, conseiller municipal d'Anglet, fonctionnaire des impôts. Jean Espilondo remplace Nicole Péry, nommée membre du gouvernement, du 1er mai 1998 au 18 juin 2002.

### Élections de 2002
| Candidat       | Candidat               | Parti             | Premier tour | Premier tour | Second tour | Second tour |  |
| Candidat       | Candidat               | Parti             | Voix         | %            | Voix        | %           |  |
| -------------- | ---------------------- | ----------------- | ------------ | ------------ | ----------- | ----------- |  |
|                | Jean Grenet élu        | UMP               | 20 593       | 42,19        | 25 012      | 55,08       |  |
|                | Jean Espilondo         | PS                | 14 373       | 29,45        | 20 402      | 44,92       |  |
|                | Josette Allizan        | FN                | 2 994        | 6,13         |             |             |  |
|                | Marie-José Espiaube    | PCF               | 2 136        | 4,38         |             |             |  |
|                | Martine Bisauta        | Les Verts         | 2 107        | 4,32         |             |             |  |
|                | Jean-Marc Abadie       | Régionaliste (AB) | 1 775        | 3,64         |             |             |  |
|                | Serge Harismendy       | Divers droite     | 1 300        | 2,66         |             |             |  |
|                | Guy Eneco              | CPNT              | 1 263        | 2,59         |             |             |  |
|                | Martine Mailfert       | LCR               | 730          | 1,5          |             |             |  |
|                | Claire Noblia          | S&P               | 557          | 1,14         |             |             |  |
|                | Danièle Hubert         | LO                | 331          | 0,68         |             |             |  |
|                | Christiane de Pachtere | MNR               | 219          | 0,45         |             |             |  |
|                | Francis Ducasse        | RCF               | 199          | 0,41         |             |             |  |
|                | Eduardo Eraso          | PT                | 156          | 0,32         |             |             |  |
|                | Jean-Christophe Roman  | Divers            | 72           | 0,15         |             |             |  |
|                | Xavier Larralde        | Divers            | 0            | 0            |             |             |  |
|                |                        |                   |              |              |             |             |  |
| Inscrits       | Inscrits               | Inscrits          | 76 780       | 100,00       | 76 774      | 100,00      |  |
| Abstentions    | Abstentions            | Abstentions       | 26 911       | 35,05        | 29 282      | 38,14       |  |
| Votants        | Votants                | Votants           | 49 869       | 64,95        | 47 492      | 61,86       |  |
| Blancs et nuls | Blancs et nuls         | Blancs et nuls    | 1 064        | 2,13         | 2 078       | 4,38        |  |
| Exprimés       | Exprimés               | Exprimés          | 48 805       | 97,87        | 45 414      | 95,62       |  |

La suppléante de Jean Grenet était Caroline Oustalet-Gensse, avocate, adjointe au maire d'Anglet.

### Élections de 2007
| Candidat       | Candidat                   | Parti              | Premier tour | Premier tour | Second tour | Second tour |  |
| Candidat       | Candidat                   | Parti              | Voix         | %            | Voix        | %           |  |
| -------------- | -------------------------- | ------------------ | ------------ | ------------ | ----------- | ----------- |  |
|                | Jean Grenet sortant réélu  | UMP                | 21 570       | 43,21        | 25 037      | 52,93       |  |
|                | Jean Espilondo             | PS                 | 13 799       | 27,65        | 22 266      | 47,07       |  |
|                | Marie-Hélène Chabaud-Nadin | UDF–MoDem          | 4 919        | 9,85         |             |             |  |
|                | Miguel Torre               | Régionaliste (EHB) | 2 247        | 4,5          |             |             |  |
|                | Martine Bisauta            | Les Verts          | 1 780        | 3,57         |             |             |  |
|                | Marie-José Espiaube        | PCF                | 1 774        | 3,55         |             |             |  |
|                | Martine Mailfert           | LCR                | 1 180        | 2,36         |             |             |  |
|                | Chantal Renou              | FN                 | 1 163        | 2,33         |             |             |  |
|                | Guy Eneco                  | CPNT               | 717          | 1,44         |             |             |  |
|                | Gildas Blandin             | Divers             | 348          | 0,7          |             |             |  |
|                | Danièle Hubert             | LO                 | 266          | 0,53         |             |             |  |
|                | Pascal Lesellier           | DLR                | 151          | 0,3          |             |             |  |
|                |                            |                    |              |              |             |             |  |
| Inscrits       | Inscrits                   | Inscrits           | 82 921       | 100,00       | 82 914      | 100,00      |  |
| Abstentions    | Abstentions                | Abstentions        | 32 308       | 38,96        | 33 633      | 40,56       |  |
| Votants        | Votants                    | Votants            | 50 613       | 61,04        | 49 281      | 59,44       |  |
| Blancs et nuls | Blancs et nuls             | Blancs et nuls     | 699          | 1,38         | 1 978       | 4,01        |  |
| Exprimés       | Exprimés                   | Exprimés           | 49 914       | 98,62        | 47 303      | 95,99       |  |

La suppléante de Jean Grenet était Caroline Oustalet, d'Anglet.

### Élections de 2012
| Candidat       | Candidat                 | Parti          | Premier tour | Premier tour | Second tour | Second tour |  |
| Candidat       | Candidat                 | Parti          | Voix         | %            | Voix        | %           |  |
| -------------- | ------------------------ | -------------- | ------------ | ------------ | ----------- | ----------- |  |
|                | Colette Capdevielle élue | PS             | 18 756       | 37,70        | 27 067      | 56,47       |  |
|                | Jean Grenet sortant      | PRV (UMP)      | 15 106       | 30,36        | 20 864      | 43,53       |  |
|                | Chantal Renou            | RBM (FN)       | 3 551        | 7,14         |             |             |  |
|                | Laurence Hardouin        | EHB            | 2 626        | 5,28         |             |             |  |
|                | Bernadette Lavigne       | FG (PCF) (PG)  | 2 797        | 5,62         |             |             |  |
|                | Jean-Baptiste Mortalena  | Divers droite  | 2 063        | 4,15         |             |             |  |
|                | Marie-Ange Thébaud       | EÉLV (EA)      | 1 801        | 3,62         |             |             |  |
|                | Jacques Veunac           | CpF (MoDem)    | 1 714        | 3,44         |             |             |  |
|                | Pascal Lesellier         | DLR            | 417          | 0,84         |             |             |  |
|                | Serge Nogues             | NPA            | 378          | 0,76         |             |             |  |
|                | Alexa Hilaire            | AÉI            | 373          | 0,75         |             |             |  |
|                | Danièle Hubert           | LO             | 172          | 0,35         |             |             |  |
|                | Bernard Stéphane         | Divers (EBR-T) | 1            | 0,00         |             |             |  |
|                |                          |                |              |              |             |             |  |
| Inscrits       | Inscrits                 | Inscrits       | 85 476       | 100,00       | 85 475      | 100,00      |  |
| Abstentions    | Abstentions              | Abstentions    | 35 049       | 41           | 35 611      | 41,66       |  |
| Votants        | Votants                  | Votants        | 50 427       | 59           | 49 864      | 58,34       |  |
| Blancs et nuls | Blancs et nuls           | Blancs et nuls | 672          | 1,33         | 1 933       | 3,88        |  |
| Exprimés       | Exprimés                 | Exprimés       | 49 755       | 98,67        | 47 931      | 96,12       |  |

### Élections de 2017
Les élections législatives françaises de 2017 ont eu lieu les dimanches 11 et 18 juin 2017.
|                  | Florence Lasserre    | MoDem / LREM                       | 17 528 | 37,11  | 20 623 | 57,03  |  |  |  |  |  |
|                  | Colette Capdevielle* | PS                                 | 6 253  | 13,24  | 15 536 | 42,97  |  |  |  |  |  |
|                  | Caroline Oustalet    | LR                                 | 5 353  | 11,33  |        |        |  |  |  |  |  |
|                  | Jérémy Farge         | LFI                                | 4 942  | 10,46  |        |        |  |  |  |  |  |
|                  | Jean-Michel Iratchet | FN                                 | 3 378  | 7,15   |        |        |  |  |  |  |  |
|                  | Laurence Hardouin    | EHB                                | 2 675  | 5,66   |        |        |  |  |  |  |  |
|                  | Thibault Pathias     | EÉLV                               | 1 994  | 4,22   |        |        |  |  |  |  |  |
|                  | Yves Ugalde          | UDI                                | 1 647  | 3,49   |        |        |  |  |  |  |  |
|                  | Marie José Rivas     | PCF / FG                           | 1 130  | 2,39   |        |        |  |  |  |  |  |
|                  | Jean-Claude Labadie  |                                    | 578    | 1,22   |        |        |  |  |  |  |  |
|                  | Pascal Lesellier     | DLR                                | 494    | 1,05   |        |        |  |  |  |  |  |
|                  | Laurent Marlin       | Parti Nationaliste Basque          | 397    | 0,84   |        |        |  |  |  |  |  |
|                  | Rémy Iroz            | Résistons                          | 388    | 0,82   |        |        |  |  |  |  |  |
|                  | Romain Doïmo         | Union populaire républicaine (UPR) | 248    | 0,53   |        |        |  |  |  |  |  |
|                  | Philippe Bardanouve  | LO                                 | 225    | 0,48   |        |        |  |  |  |  |  |
|                  |                      |                                    |        |        |        |        |  |  |  |  |  |
| Inscrits         | Inscrits             | Inscrits                           | 90 982 | 100,00 | 90 977 | 100,00 |  |  |  |  |  |
| Abstentions      | Abstentions          | Abstentions                        | 42 831 | 47,08  | 50 425 | 55,43  |  |  |  |  |  |
| Votants          | Votants              | Votants                            | 48 151 | 52,92  | 40 552 | 44,57  |  |  |  |  |  |
| Blancs et nuls   | Blancs et nuls       | Blancs et nuls                     | 921    | 1,01   | 4 393  | 4,82   |  |  |  |  |  |
| Exprimés         | Exprimés             | Exprimés                           | 47 230 | 98,09  | 36 159 | 89,17  |  |  |  |  |  |
| * député sortant |                      |                                    |        |        |        |        |  |  |  |  |  |

### Élections de 2022
| Résultats des élections législatives des 12 et 19 juin 2022 de la 5e circonscription des Pyrénées-Atlantiques |                          |                          |                          |              |              |             |             |
| Candidat | Candidat                 | Parti et coalition       | Nuance                   | Premier tour | Premier tour | Second tour | Second tour |
| Candidat | Candidat                 | Parti et coalition       | Nuance                   | Voix         | %            | Voix        | %           |
| | Florence Lasserre        | MoDem (ENS)              | ENS                      | 16 657       | 33,98        | 24 184      | 54,40       |
| | Sandra Pereira-Ostanel   | LFI (NUPES)              | NUP                      | 12 323       | 25,14        | 20 269      | 45,60       |
| | Pascal Lesellier         | RN                       | RN                       | 6 795        | 13,86        |             |             |
| | Mathilde Hary            | EH Bai (R&PS)            | REG                      | 4 385        | 8,95         |             |             |
| | Annick Pillot            | REC                      | REC                      | 2 725        | 5,56         |             |             |
| | Thibault Pathias         | Volt                     | DVG                      | 1 594        | 3,25         |             |             |
| | Hélène Susbielle         | RES                      | DIV                      | 1 561        | 3,18         |             |             |
| | Sylvie Roubin            | MHAN                     | ECO                      | 1 480        | 3,02         |             |             |
| | Benjamin Gil             | LP (UPF)                 | DSV                      | 618          | 1,26         |             |             |
| | Thomas Riché             | Espoir RIC               | DIV                      | 487          | 0,99         |             |             |
| | Philippe Bardanouve      | LO                       | DXG                      | 392          | 0,80         |             |             |
| Votes valides                                                                                                 | Votes valides            | Votes valides            | Votes valides            | 49 020       | 97,75        | 44 453      | 91,40       |
| Votes blancs                                                                                                  | Votes blancs             | Votes blancs             | Votes blancs             | 873          | 1,74         | 2 987       | 6,14        |
| Votes nuls | Votes nuls               | Votes nuls               | Votes nuls               | 257          | 0,51         | 1 196       | 2,46        |
| Total | Total                    | Total                    | Total                    | 50 150       | 100          | 48 636      | 100         |
| Abstention | Abstention               | Abstention               | Abstention               | 49 254       | 49,55        | 50 775      | 51,08       |
| Inscrits / participation                                                                                      | Inscrits / participation | Inscrits / participation | Inscrits / participation | 99 404       | 50,45        | 99 411      | 48,92       |

Le suppléant de Florence Lasserre est Francis Gonzalez, maire de Boucau.

### Élections de 2024
- Député sortant : Florence Lasserre (Mouvement démocrate)

| Candidat                 | Candidat                 | Parti et coalition       | Nuances                  | Premier tour | Premier tour | Second tour | Second tour |
| Candidat                 | Candidat                 | Parti et coalition       | Nuances                  | Voix         | %            | Voix        | %           |
| ------------------------ | ------------------------ | ------------------------ | ------------------------ | ------------ | ------------ | ----------- | ----------- |
|                          | Colette Capdevielle      | PS (NFP)                 | UG                       | 22 643       | 32,30        | 40 607      | 62,64       |
|                          | Serge Rosso              | RN                       | RN                       | 19 308       | 27,54        | 24 221      | 37,36       |
|                          | Florence Lasserre        | MoDem (ENS)              | ENS                      | 18 667       | 26,63        | Retrait     | Retrait     |
|                          | Valérie Castrec          | LR                       | LR                       | 4 198        | 5,99         |             |             |
|                          | Johanna Grateloup        | LMPA (TUPV)              | ECO                      | 1 567        | 2,24         |             |             |
|                          | Jean-Marie Erramuzpe     | EAJ-PNB (PU)             | REG                      | 1 414        | 2,02         |             |             |
|                          | Jean-Claude Labadie      | SE                       | DIV                      | 1 010        | 1,44         |             |             |
|                          | Alain Cayuela            | REC                      | REC                      | 671          | 0,96         |             |             |
|                          | Philippe Bardanouve      | LO                       | EXG                      | 477          | 0,68         |             |             |
|                          | Hélène Susbielle         | RES                      | REG                      | 154          | 0,22         |             |             |
|                          |                          |                          |                          |              |              |             |             |
| Votes valides            | Votes valides            | Votes valides            | Votes valides            | 70 109       | 97,82        | 64 828      | 90,64       |
| Votes blancs             | Votes blancs             | Votes blancs             | Votes blancs             | 1 073        | 1,50         | 5 253       | 7,34        |
| Votes nuls               | Votes nuls               | Votes nuls               | Votes nuls               | 488          | 0,68         | 1 439       | 2,01        |
| Total                    | Total                    | Total                    | Total                    | 71 670       | 100          | 71 520      | 100         |
| Abstention               | Abstention               | Abstention               | Abstention               | 29 466       | 29,14        | 29 617      | 29,28       |
| Inscrits / participation | Inscrits / participation | Inscrits / participation | Inscrits / participation | 101 136      | 70,86        | 101 137     | 70,72       |